# Nicèfor Paleòleg
|  | Per a altres significats, vegeu «Nicèfor Paleòleg (governador)». |

Nicèfor Paleòleg (en grec Νικηφόρος Παλαιολόγος) fou un funcionari romà d'Orient, el primer membre conegut de la noble família dels Paleòlegs. Portava el títol d'hypertimus i fou un fidel servidor de Nicèfor III Botaniates (1078-1081), que el va recompensar amb el govern de Mesopotàmia.
Nicèfor és el primer membre conegut de la família Paleòloga, que van ser emperadors romans d'Orient des del 1261. Tenia dos fills: Jordi i Nicolau, el primer dels quals va ser un important general. Nicèfor ja és esmentat durant el breu regnat de Romà IV Diògenes (r. 1068–1071). va ser partidari dels Ducas, que eren contraris a Romà i va formar part de l'oposició que es va formar al voltant de Joan Ducas (cèsar) i Miquel Psel·los. Després de l'enderrocament del govern de Romà, en la batalla de Mantziciert (1071), Nicèfor va ser enviat a lluitar contra el mercenari normand Roussel de Bailleul, que s'havia revoltat contra el l'emperador. Va aplegar uns 6.000 mercenaris a Geòrgia i amb aquest exèrcit es va enfrontar a Roussel, però va ser derrotat. El 1077 va obtenir el nomenament de dux de Mesopotàmia. Encara que era fidel a la dinastia dels Ducas i a l'emperador Miquel VII Ducas (r. 1071–1078), va permetre que el seu fill Jordi s'unís a la rebel·lió del general Nicèfor Botaniates, que va esdevenir emperador Nicèfor III (r. 1078–1081).
El 1081, restà fidel a Botaniates quan els Comnens, liderats per Aleix I Comnè es van sublevar. Segons narra Anna Comnena en l'Alexíada, Nicèfor i el seu fill Jordi es van haver d'enfrontar, ja que estaven en bàndols contraris, quan els Comnens van entrar a Constantinoble l'1 d'abril del 1081, en el que Basile Skoulatos ha descrit com "una de les més apassionades escenes" de l'obra. Nicèfor Paleòleg va animar Botaniates a resistir, li va demanar que li confiés el comandament de la guàrdia varega per intentar defensar el palau, cosa que no van aconseguir. Llavors es va oferir per fer de mediador entre els dos bàndols i va proposar que Aleix fos adoptat per Botaniates: el primer assumiria el control de l'imperi mentre que Botaniates tindria el títol merament honorífic d'emperador. Per consell de Joan Ducas, aquesta proposta no va ser acceptada. Al final Botaniates va abdicar.
Nicèfor va acceptar Aleix com a nou emperador i el va acompanyar en una campanya el mateix any contra els normands, comandats per Robert Guiscard. Va morir en batalla, defensant Dirràquion, el 18 d'octubre del 1081.